# 刈田嶺神社 (蔵王町遠刈田温泉)

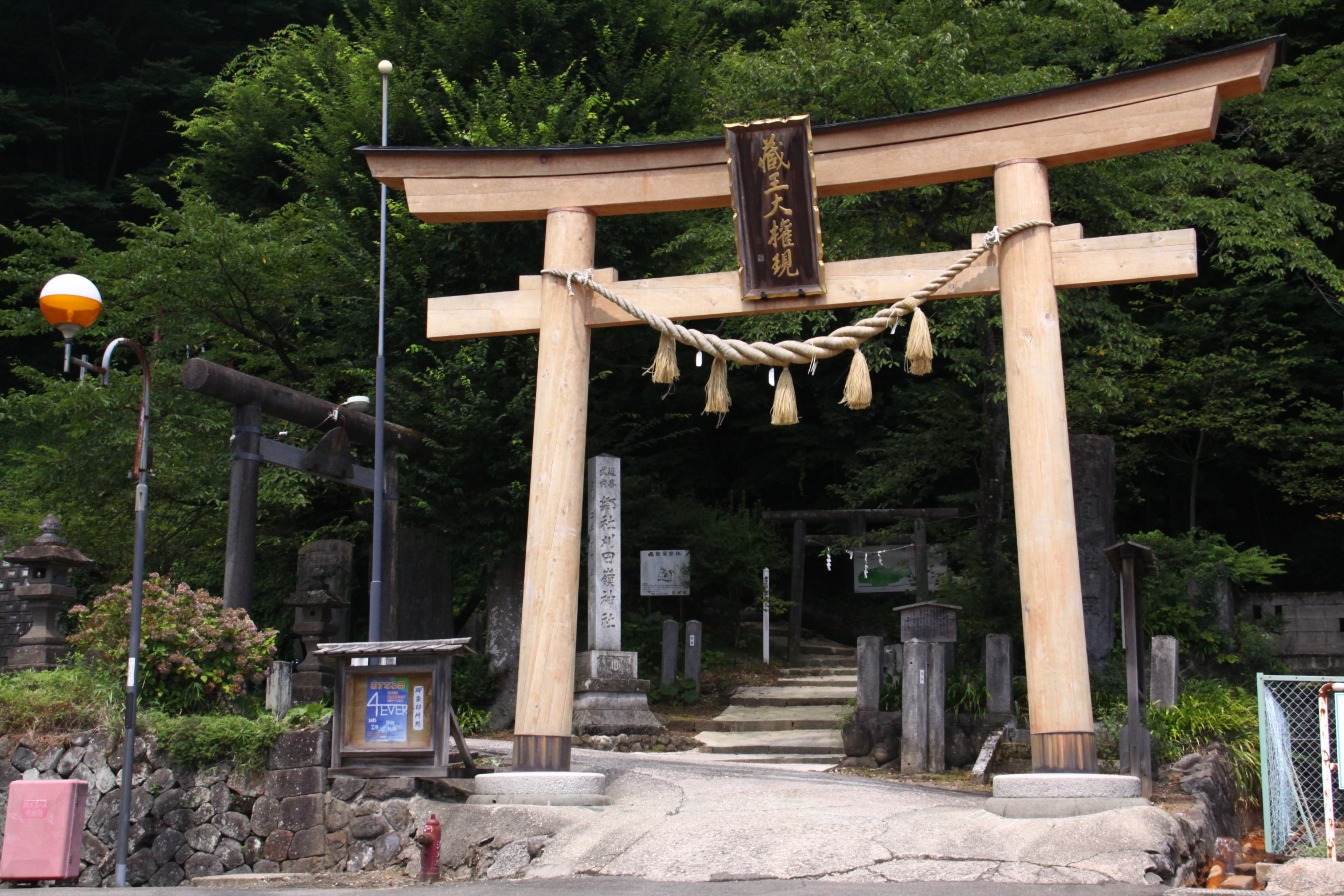
鳥居
「蔵王大権現」の扁額が掛かった木製鳥居

刈田嶺神社（かったみねじんじゃ）は、奥羽山脈・蔵王連峰の宮城県側、刈田岳東麓の遠刈田にある神社。刈田岳（標高1,758m）山頂の「刈田嶺神社」と対になっており、山頂の同名社を「奥宮」、当社を「里宮」と言う。神体は、夏季に山頂の「奥宮」に、冬季は麓の「里宮」にと、両宮の間を季節遷座している。
「蔵王連峰」の "蔵王" は、かつて両宮が祀っていた蔵王権現に由来する。

## 季節遷座
「里宮」から「奥宮」への遷座は、刈田岳山頂に車で至る道路の蔵王エコーラインおよび蔵王ハイラインの開通に合わせて行われるが、両道路の開通日は冬季閉鎖期間中の積雪量に依存するため、遷座の時期がずれる場合もある。例年、両道路は4月下旬頃に開通する。毎年、遷座が行われる前には大崎八幡宮（宮城県仙台市）が「刈田嶺神社雪かき奉仕」を行っており、凍結した雪に埋もれた社殿および参道をつるはしやスコップを用いて露出させ、参拝可能な状態にしている。
一方、「奥宮」から「里宮」への遷座は、秋の彼岸が終わった後、10月第1日曜日に「御神体下山式」として執り行われる。
なお、両道路は例年、文化の日（11月3日）の数日後から昭和の日（4月29日）の数日前までの約半年間閉鎖される。

## 歴史
宮城県神社庁と当社が所在する蔵王町教育委員会との間で、当社の歴史が一部異なるため分けて記載した。

### 宮城県神社庁の説
以下は、宮城県神社庁による当社の歴史である。
「開山せしは何時頃なりしか不明なれど、人皇二代綏靖天皇を奉祀せしこと」と地方伝承として残されている。
社伝（『安永風土記御用書出』・『刈田郡誌』も同）では、役小角が白鳳8年（679年）に大和国（現奈良県）に蔵王権現、即ち、天之水分、国之水分、二柱の御神霊を鎮座した吉野山から、「其後文武天皇の御宇」(在位697～707年）、不忘山に蔵王権現を奉還して、山名も「蔵王山」と改めるに至った。この時代は仏教の最も盛んなる時にして、畏くも天皇御自身三宝の奴と称し、行基出でて神仏習合説を唱い、空海(774～835年）、最澄（767～822年）の二僧出ずるに及び、本地垂跡説を説きし頃（平安時代はじめ頃）なりしかば、いつしか神社名も忘れ、「蔵王大権現」と称するに至った。
平安時代後期の前九年の役の頃になると、安倍氏が当社を己が氏神として神殿の改築したという。
戦国時代に至り、当地方は出羽領に属し、最上出羽守厚く尊崇し五十町歩を寄進して、当社の神田とした(後段『刈田郡誌』1928）。上杉氏は家臣甘糟氏(甘糟備後守清長　1598－1600年白石城主）に守護させた。
その後伊達氏代りて陸奥に覇を握るや、己が守護神として家臣片倉小十郎（白石城主1602年12月～）に守護させ、伊勢神宮に倣って21年毎の改築（遷宮）を始めた。伊達政宗が仙台藩をたてると、仙台城の鬼門（北東）除けを金華山（黄金山神社）、病門（南西）除けを当社と見なして重要視するようになる。
明治維新で神仏分離が行われると、明治5年（1872年）4月に「水分神社」と改称し、さらに明治8年（1875年）に「刈田嶺神社」を称するようになった。旧社格は、遠刈田の刈田嶺神社を郷社とした。

### 蔵王町教育委員会の説
以下は、蔵王町教育委員会による当社の歴史である。
蔵王山頂に鎮座する蔵王大権現は、天武天皇8年（679）に、役の行者の叔父 願行（がんぎょう）が勧請したものと伝えられる。蔵王大権現社は往古より蔵王一帯の修験者を統括し、大刈田山（青麻山）東麓の「願行寺」が管理した。平安時代末期（12世紀末）には奥州藤原氏の庇護も受け、願行寺は繁栄し、子院四十八坊を形成するまでになった。奥州藤原氏が滅亡とともに衰退し、戦国時代には兵火による焼失も加わって、戦国時代末期には山之坊・宮本坊・嶽之坊の3坊にまで減少した。
後に、山之坊は廃れ、宮本坊は宮蓮蔵寺となり、嶽之坊は金峯山蔵王寺嶽之坊と号し、蔵王山参詣表口を統括した。御山詣りが流行した江戸後期以降は、多くの参詣者を山頂の蔵王大権現へと導く役を担った。雪深い蔵王山は冬の参詣ができないため、例年、十月八日から翌四月八日までは御神体を遠刈田の「蔵王大権現御旅宮」（おかりのみや）に遷すようになった。この御旅宮は嶽之坊と同一の場所にあるなど、古くから嶽之坊と蔵王大権現社とは、同体ともいえるほど深くつながっていた。
明治維新で神仏分離が行われると、吉野では「蔵王権現」を神号とし、従前の僧侶が神官となった。これに従って当地でも明治2年（1869年）7月に「蔵王大権現」を「蔵王大神」へと改号。さらに同年9月、「蔵王大神」とは「天水分神および国水分神」の2柱であるとの解釈から、社号を「水分神社」（みくまりじんじゃ）に改称した。なお、この時期に修験道の「蔵王大権現」を管理していた真言宗の嶽之坊は、神道の神社となった当社と合一したと見られる。明治8年（1875年）に「水分神社」は「刈田嶺神社」と称するようになった。

## 五輪堂
刈田嶺神社の参道には吹き出物やいぼが治ると伝わる五輪堂がある。もとは遠刈田温泉街近くの国道457号から入った住宅地にあったが、2024年（令和6年）春の暴風で屋根が飛ばされたため、刈田嶺神社参道に移設されて同年10月25日に落成式が執り行われた。

## アクセス
- 鉄道：東北新幹線・白石蔵王駅または東北本線・白石駅よりミヤコーバスで約50分、遠刈田温泉下車。
- 高速バス：仙台駅前のさくら野百貨店前34番のりばからミヤコーバス・特急仙台 - 村田・蔵王町線で72分、遠刈田温泉下車。
- 自動車：
  - 東北自動車道・村田ICまたは白石ICから宮城県道12号白石上山線を経由して約17km。
  - 山形自動車道・宮城川崎ICから国道457号または宮城県道47号蔵王川崎線を経由して約12km。

## 同名の神社
| 所在地   | 所在地   | 所在地   | 所在地 | 所在地                                                       | 所在地                                  | 現称       | 別名       |
| 県       | 郡       | 町       | 地区 | 地区                                                         | 位置                                    | 現称       | 別名       |
| -------- | -------- | -------- | --- | ------------------------------------------------------------ | --------------------------------------- | ---------- | ---------- |
| 宮 城 県 | 刈 田 郡 |          | 蔵王・刈田岳（熊野岳から遷宮）                                                                             | 山頂周辺には神威を現す噴火口                                 | 北緯38度7分39.7秒 東経140度26分56.42秒  | 刈田嶺神社 | 奥宮       |
| 宮 城 県 | 刈 田 郡 | 蔵 王 町 | 蔵王・刈田岳（熊野岳から遷宮）                                                                             | 東麓・遠刈田温泉の嶽之坊跡地                                 | 北緯38度7分28.61秒 東経140度34分35.57秒 | 刈田嶺神社 | 里宮       |
| 宮 城 県 | 刈 田 郡 | 蔵 王 町 | 青麻山(大刈田山）（北緯38度05分05.1863秒 東経140度36分27.1756秒 / 北緯38.084773972度 東経140.607548778度） | 山体（大刈田山）を祀る嶺神社を西山の白鳥社（日本武尊）に合祀 | 北緯38度3分1.1秒 東経140度39分11.7秒    | 刈田嶺神社 | 白鳥大明神 |

なお、山形県側にも、蔵王大権現(刈田嶺神社)(山形市下宝沢)、刈田嶺神社（山形市蔵王半郷字石高）、刈田嶺神社（上山市金谷）がある。